# Jocelyn Brando
Jocelyn Brando (São Francisco, 18 de novembro de 1919 — Santa Mônica, 27 de novembro de 2005) foi uma atriz estadunidense.
Jocelyn era a irmã mais velha do ator Marlon Brando e junto com o irmão, cresceu numa fazenda em Evanston, Illinois. Atuou no cinema, teatro e televisão. Trabalhou com Marlon em alguns filmes, como: The Ugly American, em 1963 e em The Chase (Caçada Humana), filme de 1966, entre outros trabalhos.

## Filmografia
- Starflight: The Plane That Couldn't Land (Rota do Perigo – filme para televisão) – 1983;
- Darkroom (série de televisão) – 1981–1982;
- Dark Night of the Scarecrow (A Vingança do Espantalho – filme para televisão) – 1981;
- Mommie Dearest (Mamãezinha Querida)  – 1981;
- Why Would I Lie? – 1980;
- Dallas (série de televisão) – 1979;
- Good Luck, Miss Wyckoff – 1979;
- Movie Movie – 1978;
- A Question of Love (filme para televisão) – 1978;
- The Tony Randall Show (filme para televisão) – 1978;
- Kojak (série da televisão) – 1977;
- Little House on the Prairie (Os Pioneiros – série para televisão) – 1975;
- Ironside (série para televisão) – 1969;
- The Virginian (série para televisão) – 1963 -1969;
- Love of Life (série para televisão) –  1966 -1967;
- The Chase (Caçada Humana) – 1966;
- Bus Riley's Back in Town – 1965;
- The Alfred Hitchcock Hour (série para televisão) – 1964;
- Dr. Kildare (série para televisão) – 1963;
- Arrest and Trial (série para televisão) – 1963;
- Wagon Train (série para televisão) – 1958 -1963;
- The Ugly American (Quando os Irmãos se Defrontam) – 1963;
- Thriller (série para televisão) –  1960 -1962;
- 87th Precinct (série para televisão) – 196;
- Frontier Circus (série para televisão) – 1961;
- The Explosive Generation – 196;
- Tales of Wells Fargo (séria para televisão) – 1961;
- Alcoa Premiere (série para televisão) – 1961;
- Alfred Hitchcock Presents (série para televisão) – 1959 -1961;
- The Tall Man (série para televisão) – 1961;
- Checkmate (série para televisão) – 1961;
- Laramie (série para televisão)  – 1960 -1961;
- General Electric Theater (série para televisão) – 1956 -1960;
- Riverboat (série para televisão) – 1960;
- Coronado 9 (série para televisão) – 1960;
- Markham (série para televisão) – 1960;
- Lux Playhouse (série para televisão) – 1959;
- M Squad (série para televisão) – 1959;
- Buckskin (série para televisão) – 1959;
- Alcoa Presents: One Step Beyond (série para televisão) – 1959;
- State Trooper (série para televisão) – 1959;
- Step Down to Terror – 1958;
- The Millionaire (série para televisão) – 1958;
- Richard Diamond, Private Detective (série para televisão) – 1958;
- Studio 57 (série para televisão) – 1958;
- Nightfall – 1957;
- Official Detective (série para televisão) – 1957;
- The United States Steel Hour (série para televisão) – 1955 – 1956;
- Ten Wanted Men – 1955;
- Omnibus (série para televisão) – 1953;
- The Big Heat (Os Corruptos) – 1953;
- China Venture – 1953;
- Kraft Television Theatre (série para televisão) – 1951;
- Actor's Studio (série para televisão) – 1948 – 1949.